# Transferin
Transferin je protein (točnije glikoprotein) krvne plazme koji u ljudskom tijelu služi u prijenosu iona željeza. 
Transferin kodira TF gen. Transferin može vezati dva iona željeza, u obliku Fe3+. Veže ih čvrsto, ali reverzibilno. Transferin koji ne sadrži vezano željezo naziva se apo-transferin.
Referentne vrijednosti transferina su između 204 - 360 mg/dL, a mjerenje transferina ima značenje kod medicinskih stanja kao što su: nedostatak željeza, hemokromatoza i ostali poremećaji karakterizirani nagomilavanjem željeza.
Patološko stanje nedostatka transferina naziva se atransferinemija.

## Prijenosi mehanizam
Transferin koji sadrži ione željeza i beta globulin (apotransferin), veže se se transferinskim receptorom na površini stanice, te zajedno s njime ulazi u stanicu u obliku vezikule (endocitoza). Unutar vezikule djelovanjem crpke vodikovih iona (V-ATPaza) dolazi do smanjenja pH unutar vezikule i otpuštanja željeza s transferina. Nadalje se transferinski receptor povezan zajedno sa svojim ligandom, apotransferinom, transporitra natrag na staničnu površinu, a željezo difundira kroz membranu endosoma u citoplazmu.